# Туризам у Јужноафричкој Републици
Јужноафричка Република је туристичка дестинација, а туризам ствара значајне приходе. Према Савету за путовања и туризам, туристичка индустрија је директно допринела 102 милијарде БДП 2012. године и 10,3% радних места у земљи.
Јужна Африка нуди и домаћим и страним туристима широк спектар могућности, између осталог и сликовитог природног пејзажа и резервата дивљачи, разноликог културног наслеђа и високо цењених вина. Неке од најпопуларнијих дестинација обухватају неколико националних паркова, попут експанзивног Националног парка Кругер на северу земље, обале и плажа провинција Квазулу-Натал и Западни Кејп и градова попут Кејптауна, Јоханезбурга и Дурбана.
Према најновијој анкети о туризму и миграцији у Јужној Африци, скоро 3,5 милиона путника прошло је кроз улазне луке у августу 2017. године.
Првих пет земаља у са највећим бројем туриста у Јужној Африци биле су Сједињене Државе, Уједињено Краљевство, Немачка, Холандија и Француска. Зимбабве се налази на листи са 31% туриста, а следе Лесото, Мозамбик, Есватини и Боцвана. Поред тога, Нигерија је земља са скоро 30% туриста који долазе у Јужну Африку.

## Туристичке атракције

### Биодиверзитет и екотуризам
Јужноафричка Република налази се на шестом од седамнаест места мегадиверских земаља света. На простору државе налази се велики број биљних и животињских врста. Међу великима сисарима у земљи у северним деловима пописани су лавови, леопарди, гепарди, бели носорози, обични гну, куду, импале, хијене, нилски коњи и жирафе.
Значајан део регије Бушвелд налази се на североистику, укључујући Национални парк Кругер, један од највећиј резерви дивљачи у Африци и Саби Санд резерват. Национални парк Круге роснован је 1926. године и један је од најпосећенијих националних паркова у земљи, са укупно 1.659.793 посетилаца у периоду између 2014—2015. године.
Земља је такође нарочито богата биљном разноликошћу, са широким спектром биома широм земље. Ово укључује травњаке у Хајвелду у централном делу Јужноафричке Републике. Ова ретка венетација заштићена је као део Националног парка Стона планина, који укључује читав предео Стоне планине, а тај парк био је најпосећенију у Јужноафричкој Републици са укупно 2.677.767 посетицала у периоду од 2014—2015. године.

### Екотуризам
Тешко је знати да ли постоји регулација термина 'екотуризам' као основе за еко-путовања. Међутим, постоји непрофитно удружење које представља приватни сектор Јужноафричке асоцијације за туристичке услуге (САТСА), који се назива "посвећена туристичка индустрија у Јужној Африци. САТСА је фокусирана на одговорност, интегритет и контролу квалитета туристичке индустрије у Јужној Африци. Поред САТСА, веб-сајт responsibletravel.com је заједно са компанијама Метро, Светско путовање Путовање магазином успоставио награде Светског одговорног туризма. Циљ награде је препознати појединце, организације и организације у туристичкој индустрији који се значајно посвећују култури и економији локалних заједница и пружају позитиван допринос очувању биодиверзитета.

### Национални паркови
Јужноафрички национални паркови (САНПаркс) је тело одговорно за управљање националним парковима Јужне Африке. САНПаркс је основан 1926. године, а тренутно у држави постоји 21 парк, а они заузимају површину од 40.000 km², што је око 3% укупне површине Јужне Африке.
| Име                                  | Форографија | Локација                                                                         | Основање | Подручје                               |
| ------------------------------------ | ----------- | -------------------------------------------------------------------------------- | --- | -------------------------------------- |
| Адо национални парк за слонове       |             | Источни Кејп 33° 16′ Ј; 25° 26′ И / 33.26° Ј; 25.44° И                           | 1931. | 1642 km²                               |
| Нацонални парк Агулхас               |             | Западни Кејп 34° 30′ Ј; 20° 00′ И / 34.50° Ј; 20.00° И                           | 14. септембар 1998.                                                                                          | 56,9 km2 (22,0 sq mi)                  |
| Национални парк Ричсвелд             |             | Северни Кејп 28° 03′ 14″ Ј; 17° 02′ 05″ И / 28.053889° Ј; 17.034722° И           | 2003. 1991. 1968.                                                                                            | 5920 km² 1624 km² 4611 km²             |
| Национални парк Ауграбијеви водопади |             | Северни Кејп 28° 35′ 28″ Ј; 20° 20′ 18″ И / 28.591111° Ј; 20.338333° И           | 1966. | 417 km²                                |
| Национални парк Бонтебук             |             | Западни Кејп 34° 04′ 00″ Ј; 20° 27′ 00″ И / 34.066667° Ј; 20.45° И               | 1931. | 27.9 km²                               |
| Национални парк Камдебу              |             | Источни Кејп 32° 15′ Ј; 24° 30′ И / 32.25° Ј; 24.5° И                            | 30. октобар 2005. 1979 (Karoo Nature Reserve)                                                                | 194 km²                                |
| Национални парк Гарден Рут           |             | Западни Кејп 34° 00′ Ј; 23° 15′ И / 34° Ј; 23.25° И                              | 6. март 2009. 1985 (Језерско подручје Книсна) 1964 (Национални парк Цицикама) 1985 (Национални парк Дивљина) | 1570 km² (150 km²) (639 km²) (106 km²) |
| Национални парк Златна капија        |             | Фри Стејт 28° 30′ 22″ Ј; 28° 37′ 00″ И / 28.506111° Ј; 28.616667° И              | 1963. | 116 km²                                |
| Национални парк Кару                 |             | Западни Кејп 32° 21′ 00″ Ј; 22° 35′ 00″ И / 32.35° Ј; 22.583333° И               | 1979. | 831 km²                                |
| Национални парк Калахари             |             | Северни Кејп 25° 46′ 00″ Ј; 20° 23′ 00″ И / 25.766667° Ј; 20.383333° И           | 12. мај 2000. 31. јул 1931. (непознато)                                                                      | 33551 km² 9591 km² 28000 km²(est.)     |
| Национални парк Кругер               |             | Limpopo and Mpumalanga 24° 00′ 41″ Ј; 31° 29′ 07″ И / 24.011389° Ј; 31.485278° И | 31. мај 1926.                                                                                                | 19623 km²                              |
| Национални парк Мапунгумбве          |             | Limpopo 25° 46′ 00″ Ј; 20° 23′ 00″ И / 25.766667° Ј; 20.383333° И                | 1995. | 53.6 km²                               |
| Национални парк Маракеле             |             | Limpopo 22° 15′ Ј; 29° 12′ И / 22.25° Ј; 29.2° И                                 | 1994. | 507 km²                                |
| Национални парк Мокала               |             | Северни Кејп 29° 10′ 00″ Ј; 24° 21′ 00″ И / 29.166667° Ј; 24.35° И               | 19. јун 2007.                                                                                                | 196 km²                                |
| Национални парк Планина Зебра        |             | Источни Кејп 32° 11′ 00″ Ј; 25° 37′ 00″ И / 32.183333° Ј; 25.616667° И           | 1937. | 284 km²                                |
| Национални парк Намаква              |             | Северни Кејп 30° 02′ 36″ Ј; 17° 35′ 10″ И / 30.043333° Ј; 17.586111° И           | 1999. | 1350 km²                               |
| Национални парк Стона планина        |             | Западни Кејп 33° 58′ 00″ Ј; 18° 25′ 30″ И / 33.966667° Ј; 18.425° И              | 19. мај 1998.                                                                                                | 243 km²                                |
| Национални парк Танка Кару           |             | Северни Кејп 32° 15′ Ј; 19° 45′ И / 32.25° Ј; 19.75° И                           | 19. мај 1986.                                                                                                | 1216 km²                               |
| Национални парк Западна обала        |             | Западни Кејп 33° 07′ 15″ Ј; 18° 04′ 00″ И / 33.120833° Ј; 18.066667° И           | 1985. | 363 km²                                |

### Културне атракције
Поред својих бројних природних атракција, Јужноафричка Република се такође може похвалити бројним атракцијама од културног значаја. Ово укључује фосилне пећине које чине део Колевке човечанства у Гаутенгу, остаци предколонијалног краљества Мапунгубве у северном делу покрајине Лимпопо, винске регионе у Западном Кејпу и велики број других историјских знаменитости у Кејптауну и Јоханезбургу, као што је острво Робен, замак Добре Наде и Совето.

### Предели под Унеско баштином
Осам јужноафричких локација уписано је на листу Унеско Светске баштине, укључујући и Исиманглалисо и Укаламба подручја у Квазулу-Натал покрајини.

## Виза
Посетиоци Јужноафричке Републике морају добити визе из једне од дипломатских мисија у Јужној Африци, осим ако не долазе из земаља које су изузете за визу. Посетиоци којима је потреба виза морајус е пријавити лично и оставити биометријске податке.

## Статистике
Године 2014. Јужноафричку Републику посетило је 9.549.236 туриста, што указује на повећање од 0,1% од 9.536.568 туриста забележених 2013. године. Највећи број забележених доласка је у био у јануару 2013. године, док је најмање туриста у држави било у јуну. Већина односно 76,2% туриста који су долазили у земљу били су држављани Сједињених Држава, 1,9% су из других афричких земаља, 23,6% су били прекоморски туристи.

### Доласи по години
| Foreign traveller arrivals (2000-2015) | Foreign traveller arrivals (2000-2015) | Foreign traveller arrivals (2000-2015) | Foreign traveller arrivals (2000-2015) |
| Година                                 | Страни туристи (у хиљадама)            | Година                                 | Страни туристи (у хиљадама)            |
| -------------------------------------- | -------------------------------------- | -------------------------------------- | -------------------------------------- |
| 2000                                   | 6 001 000                              | 2008                                   | 9 729 000                              |
| 2001                                   | 5 908 000                              | 2009                                   | 10 098 000                             |
| 2002                                   | 6 550 000                              | 2010                                   | 11 575 000                             |
| 2003                                   | 6 640 000                              | 2011                                   | 12 496 000                             |
| 2004                                   | 6 815 000                              | 2012                                   | 13 796 000                             |
| 2005                                   | 7 518 000                              | 2013                                   | 15 155 000                             |
| 2006                                   | 8 509 000                              | 2014                                   | 15 092 000                             |
| 2007                                   | 9 208 000                              | 2015                                   | 15 052 000                             |

### Туристи по државама
| Државе из којих туристи највише долазе | Државе из којих туристи највише долазе | Државе из којих туристи највише долазе | Државе из којих туристи највише долазе | Државе из којих туристи највише долазе | Државе из којих туристи највише долазе | Државе из којих туристи највише долазе | Државе из којих туристи највише долазе |
| Ранг                                   | Држава                                 | Број посетилаца 2015                   | % Процентуално                         | Ранг                                   | Држава                                 | Број посетилаца 2015                   | % Процентуално                         |
| -------------------------------------- | -------------------------------------- | -------------------------------------- | -------------------------------------- | -------------------------------------- | -------------------------------------- | -------------------------------------- | -------------------------------------- |
| 1                                      | Зимбабве                               | 1 900 791                              | 28.9                                   | 1                                      | Уједињено Краљевство                   | 407 486                                | 19.0                                   |
| 2                                      | Лесото                                 | 1 394 913                              | 21.2                                   | 2                                      | САД                                    | 297 226                                | 13.9                                   |
| 3                                      | Мозамбик                               | 1 200 335                              | 18.3                                   | 3                                      | Немачка                                | 256 646                                | 12.0                                   |
| 4                                      | Свазиленд                              | 838 006                                | 12.7                                   | 4                                      | Француска                              | 128 438                                | 6.0                                    |
| 5                                      | Боцвана                                | 593 514                                | 9.0                                    | 5                                      | Холандија                              | 121 883                                | 5.7                                    |
| 6                                      | Намибија                               | 212 514                                | 3.2                                    | 6                                      | Аустралија                             | 99 205                                 | 4.6                                    |
| 7                                      | Замбија                                | 161 259                                | 2.5                                    | 7                                      | Кина                                   | 84 691                                 | 3.9                                    |
| 8                                      | Малави                                 | 135 260                                | 2.1                                    | 8                                      | Индија                                 | 78 385                                 | 3.7                                    |
| 9                                      | Ангола                                 | 48 416                                 | 0.7                                    | 9                                      | Канада                                 | 56 224                                 | 2.6                                    |
| 10                                     | Танзанија                              | 35 817                                 | 0.5                                    | 10                                     | Италија                                | 52 377                                 | 2.4                                    |